# Liste der Monuments historiques in Saint-Cibard
Die Liste der Monuments historiques in Saint-Cibard führt die Monuments historiques in der französischen Gemeinde Saint-Cibard auf.

## Liste der Objekte
| Bezeichnung | Beschreibung                        | Standort                       | Kennzeichnung | Schutzstatus | Datum | Bild |
| ----------- | ----------------------------------- | ------------------------------ | ------------- | ------------ | ----- | ---- |
| Glocke      | Bronze, im 17. Jahrhundert gegossen | in der Kirche St-Cibard (Lage) | PM33000672    | Classé       | 1942  |      |